# Orangerie - Conseil des XV
Le quartier Orangerie - Conseil des XV est l'un des 15 quartiers administratifs de la ville de Strasbourg. Il a été instauré en 2013 à la suite du nouveau découpage administratif des quartiers strasbourgeois.
Il comprend notamment le quartier de l'Orangerie, le quartier du Conseil des XV, l'île Sainte-Hélène et une partie du quartier du Contades. La mairie du quartier se trouve au 20, rue de Rotterdam.